# Мексиканский длиннонос
Мексиканский длиннонос (лат. Choeronycteris mexicana) — вид летучих мышей семейства листоносых, обитающий в Центральной и Северной Америке. Единственный вид рода Choeronycteris.
Длина тела от 68 до 93 мм, длина предплечья от 43 до 49 мм, длина хвоста от 6 до 12 мм, длина стопы от 10 до 14 мм, длина ушей от 15 до 18 мм и вес до 19 г. Общий цвет тела варьируется от жёлто-коричневого до тёмно-серо-коричневого, светлее на плечах и брюхе. Морда вытянута. Уши серо-коричневые. Зубная формула: 2/ 0, 1/ 1, 2/3, 3 /3 = 30. Кариотип, 2n = 16 FN = 24.
Живёт в пещерах и шахтах, реже в зданиях. Северные популяции мигрируют зимой на юг. Питается фруктами, пыльцой, нектаром, и, вероятно, насекомыми.
Страны распространения: Сальвадор, Гватемала, Гондурас, Мексика, США. Он живёт в пустынных зарослях, лиственных лесах и дубовых лесах до 1900 метров над уровнем моря.